# Синьокрил скакалец
Синьокрилите скакалци (Oedipoda caerulescens) са вид насекоми от семейство Полски скакалци (Acrididae).
Таксонът е описан за пръв път от Карл Линей през 1758 година.

## Подвидове
- Oedipoda caerulescens sulfurescens